# Chapelle Saint-Jean-Baptiste de la Croix-au-Bost
La chapelle Saint-Jean-Baptiste de la Croix-au-Bost est située à La Croix-au-Bost dans l'actuelle commune de Saint-Domet, dans la Creuse. 
Construite pour l'ordre des Hospitaliers au XIIIe siècle, elle est dédiée à la Décollation de saint Jean-Baptiste et est classée monument historique. 

## Historique
Les premières sources concernant l'implantation templière à La-Croix-au-Bost proviennent des archives des abbayes voisines, en particulier celles de Bonlieu, avec des mentions en 1180, 1204 puis 1246 pour des affaires économiques. Vers la fin du XIIIe siècle, malgré l'évêque, les Hospitaliers semblent fonctionner à peu près comme une paroisse autonome, sauf pour les grandes fêtes où la population doit se rendre à l'église paroissiale originelle, Saint-Domet. 
L'église disposait autrefois d'une tour ronde avec une vis hors-œuvre, où logeaient les Hospitaliers et détruite à la Révolution française.
La paroisse est réunie à celle de Saint-Domet vers 1841-1843. 

## Protection
L'église est classée monument historique en totalité par arrêté du 25 septembre 1989.

## Description

### Peintures murales
L'église est décorée de peintures murales datant du XIIIe siècle, réalisées lors de deux campagnes distinctes. La majorité des peintures visibles relèvent de la seconde campagne, qui a couvert l'ensemble des murs et de la voûte. On y voit les Vieillards de l'Apocalypse, un cycle de la Genèse et les Apôtres Pierre, Jean, Jacques le Majeur et Jacques le Mineur, Jude et Thomas (les autres ont disparu).

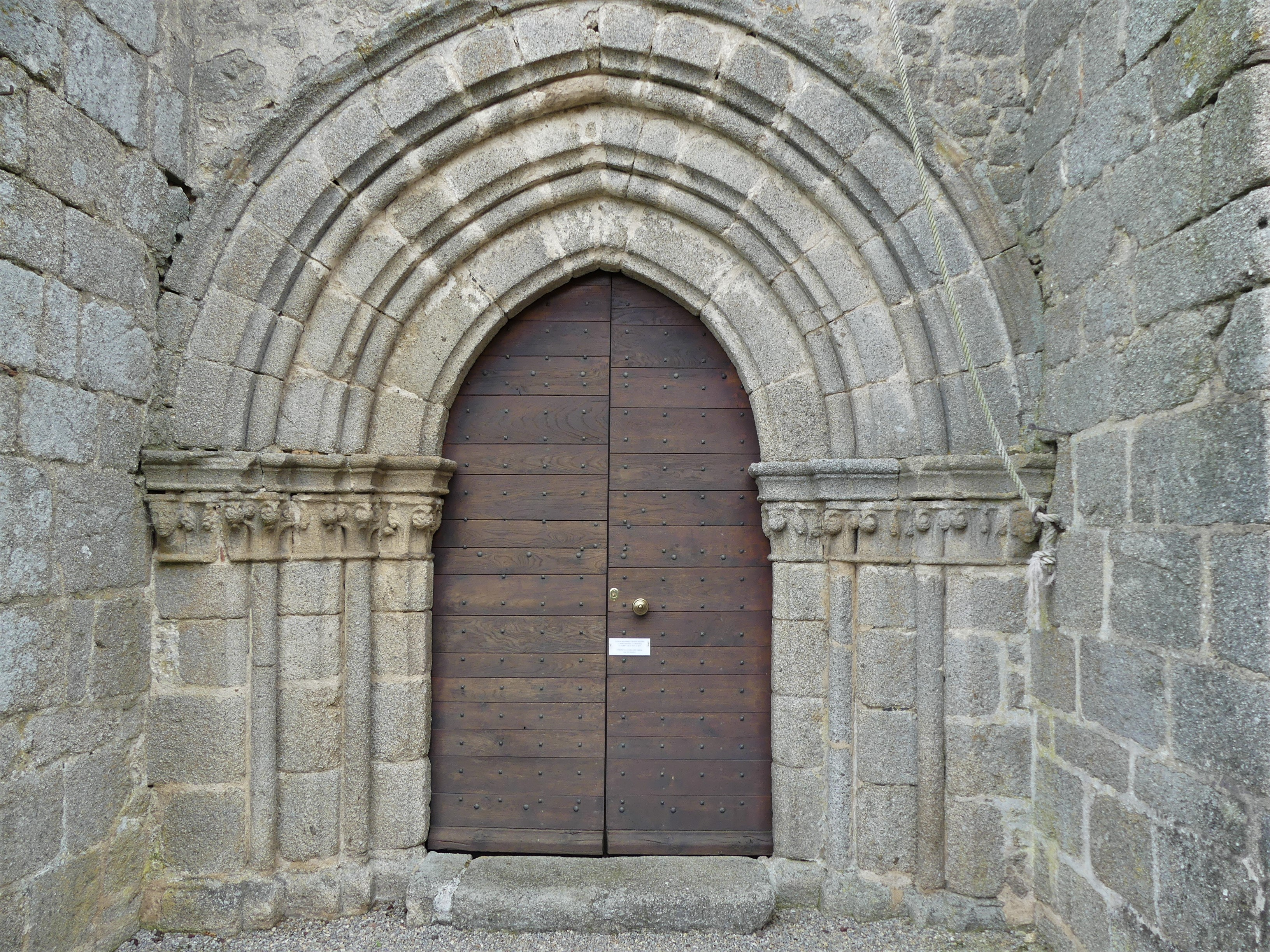
Portail.
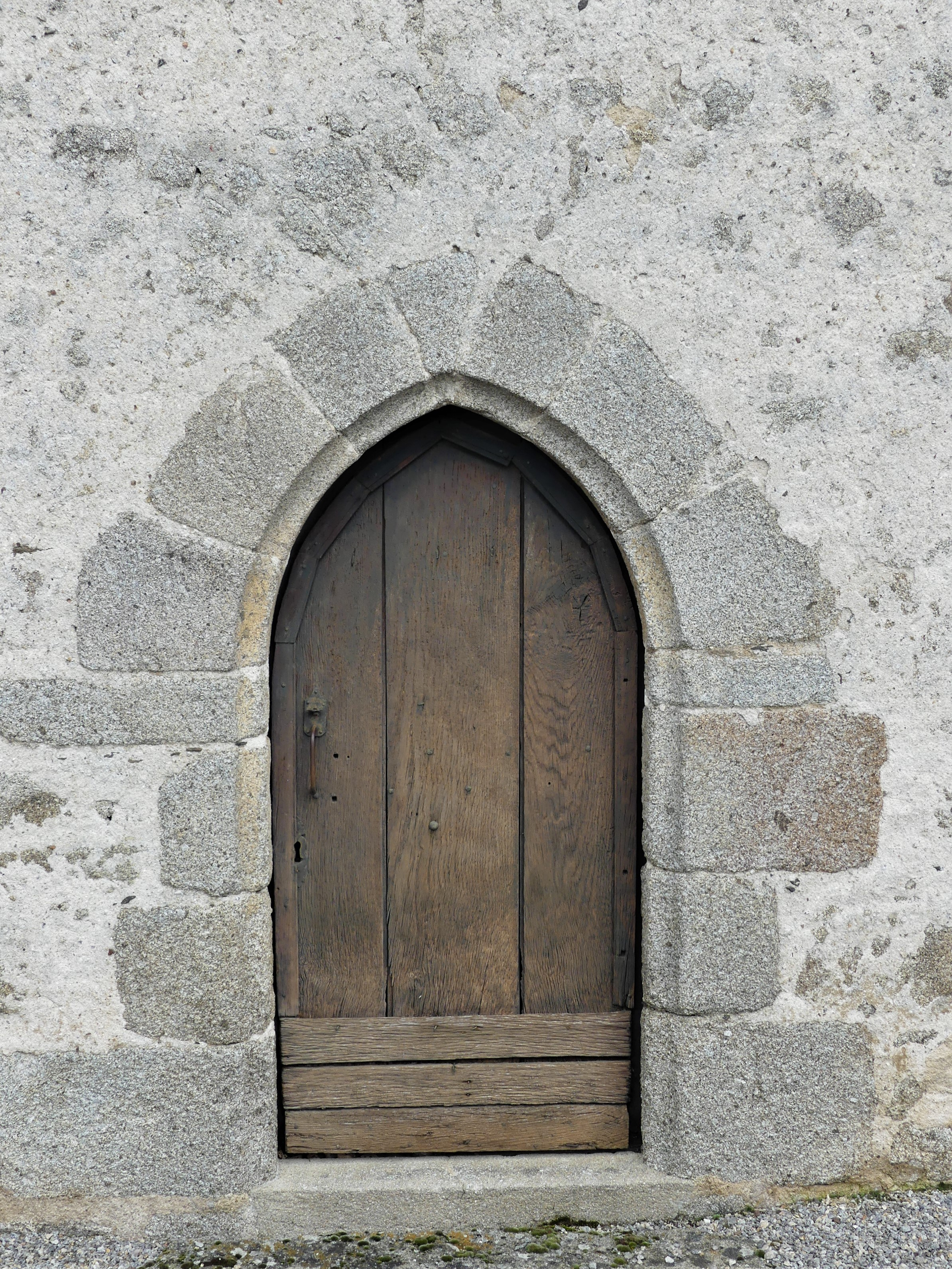
Porte.
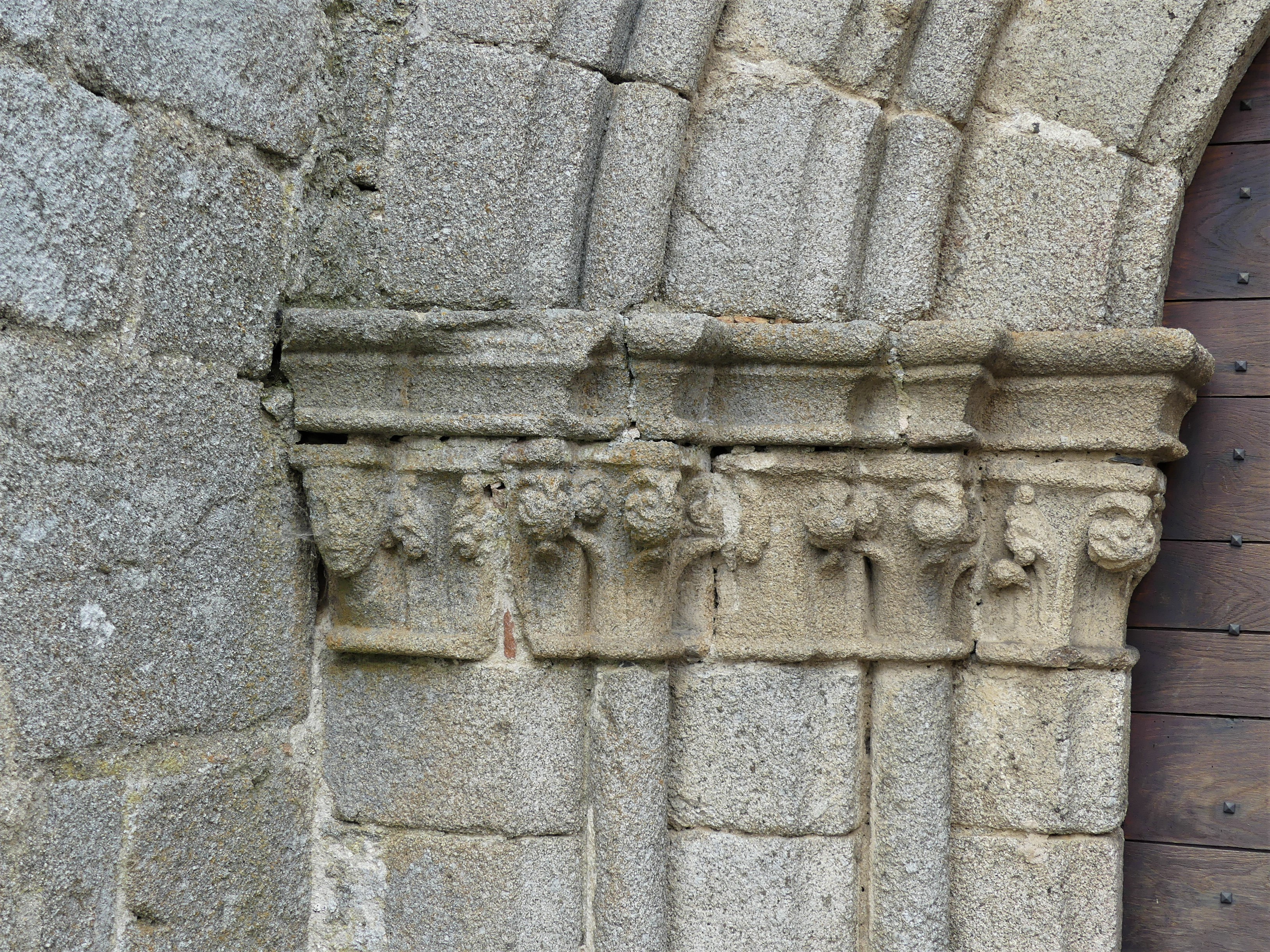
Chapiteaux.

## Mobilier
Huit objets sont répertoriés dans la base Palissy.